# توافق حيوي مع نيتينول

التوافق الحيوي مع النيتينول هو عامل مهم في التطبيقات الطبية الحيوية. النيتينول (NiTi)، الذي يتكون من سبائك النيكل والتيتانيوم (حوالي 50٪ نيكل)، هو سبيكة ذاكرة الشكل ذات خصائص فائقة المرونة تشبه إلى حد كبير خصائص العظم، عند مقارنته بالفولاذ المقاوم للصدأ، وهو مادة بيولوجية أخرى شائعة الاستخدام. تشمل التطبيقات الطبية الحيوية التي تستخدم النيتينول الدعامات وأدوات صمام القلب والمثبتات العظمية والدبابيس وأجهزة عيب الحاجز والغرسات. إنها مادة حيوية شائعة الاستخدام خاصة في تطوير تقنية الدعامة. غالبًا ما تُعتبر الغرسات المعدنية التي تحتوي على مزيج من المعادن المتوافقة حيويًا أو تُستخدم جنبًا إلى جنب مع مواد حيوية أخرى هي المعيار للعديد من أنواع الغرسات. التخميل هو عملية تزيل العناصر المسببة للتآكل من واجهة جسم الغرسة وتخلق طبقة أكسيد على سطح الغرسة. هذه العملية مهمة لجعل المواد الحيوية أكثر توافقًا مع الحياة.

## نظرة عامة على طرق التخميل الشائعة
عند إدخال المواد إلى الجسم، من المهم ألا تلحق المادة الضرر بالجسم، وأيضًا أن بيئة الجسم لا تلحق الضرر بالغرسة. إحدى الطرق التي تمنع الآثار السلبية الناتجة عن هذا التفاعل تسمى التخميل. بشكل عام، يعتبر التخميل عملية تخلق طبقة غير تفاعلية على سطح المواد، بحيث يمكن حماية المادة من التلف الذي تسببه البيئة. يمكن تحقيق التخميل من خلال العديد من الآليات. يمكن عمل الطبقات السلبية من خلال تجميع الطبقات الأحادية من خلال تطعيم البوليمر. في كثير من الأحيان، للحماية من التآكل، عند إنشاء طبقات سلبية من خلال تكوين طبقات أكسيد أو نيتريد على السطح.

### أفلام الأكسيد
غالبًا ما يحدث التخميل بشكل طبيعي في بعض المعادن مثل التيتانيوم، وهو معدن غالبًا ما يشكل طبقة أكسيد تتكون في الغالب من TiO2. تحدث هذه العملية تلقائيًا لأن المحتوى الحراري لتكوين TiO2 يكون سالبًا. في السبائك، مثل
النيتينول لا يحمي تكوين طبقة الأكسيد من التآكل فحسب، بل يزيل أيضًا ذرات النيكل من سطح المادة. إزالة عناصر معينة من سطح المواد هو شكل آخر من أشكال التخميل. في النيتينول، تعتبر إزالة النيكل أمرًا مهمًا، لأن النيكل سام إذا تسرب إلى الجسم. عادةً يُخميل الفولاذ المقاوم للصدأ عن طريق إزالة الحديد من السطح من خلال استخدام الأحماض والحرارة. يستخدم حمض النيتريك بشكل شائع كمؤكسد خفيف لتكوين طبقة رقيقة من الأكسيد على سطح المواد التي تحمي من التآكل.

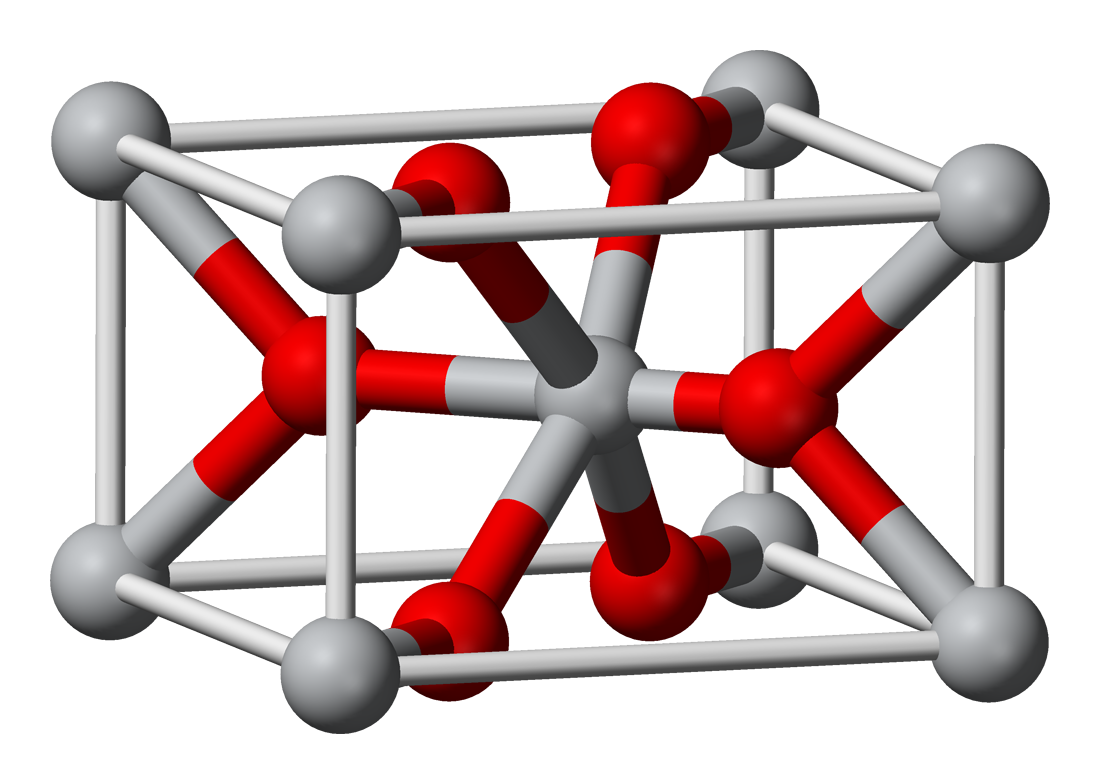
هيكل خلية وحدة TiO2

### التلميع الكهربائي
طريقة أخرى للتخميل تتضمن التلميع (الصقل). يزيل الصقل الميكانيكي العديد من الشوائب السطحية ويُكسر الهياكل البلورية التي قد تعزز التآكل. يعتبر التلميع الكهربائي أكثر فاعلية، لأنه لا يترك الخدوش التي يتركها التلميع الميكانيكي.  عند إنجاز التلميع الكهربائي عن طريق إنشاء خلايا كهروكيميائية حيث تُستخدام المادة ذات الأهمية كقطب موجب. سيكون للسطح صفات خشنة حيث تكون بعض النقاط أعلى من غيرها. ستكون كثافة التيار في هذه الخلية أعلى عند النقاط الأعلى وتتسبب في ذوبان تلك النقاط بمعدل أعلى من النقاط السفلية، وبالتالي تنعيم السطح. أيضًا تُزال شوائب نقطة الشبكة البلورية لأن التيار سيجبر هذه الشوائب عالية الطاقة على الذوبان من السطح.

### الطلاءات
يوجد طريقة أخرى شائعة الاستخدام للتخميل من خلال طلاء المادة بطبقات بوليمر.  استُخدامت الطبقات المكونة من البولي يوريثين لتحسين التوافق الحيوي، لكنها شهدت نجاحًا محدودًا. شهدت مواد الطلاء بجزيئات متشابهة بيولوجيًا نجاحًا أفضل بكثير. على سبيل المثال، أظهرت الدعامات المعدلة على سطح الفسفوريل كولين نشاطًا منخفضًا للتخثر. التخميل هو مجال مهم للغاية للبحث في التطبيقات الطبية الحيوية، حيث أن الجسم عبارة عن بيئة قاسية للمواد والمواد يمكن أن تلحق الضرر بالجسم من خلال الترشيح والتآكل. استُخدامت جميع طرق التخميل المذكورة أعلاه في تطوير المواد الحيوية من النيتينول لإنتاج أكثر الغرسات متوافقة حيوياً.

## تأثير التخميل السطحي على التوافق الحيوي
يمكن لتقنيات تخميل السطح أن تزيد بشكل كبير من مقاومة التآكل للنيتينول. من أجل أن يتمتع النيتينول بخصائص الذاكرة فائقة المرونة والشكل المطلوب، يلزم إجراء معالجة حرارية. بعد المعالجة الحرارية، تحتوي طبقة أكسيد السطح على تركيز أكبر من النيكل على شكل NiO2 و NiO. تُعزى هذه الزيادة في النيكل إلى انتشار النيكل من المادة السائبة إلى الطبقة السطحية أثناء معاملات درجات الحرارة المرتفعة. أظهرت طرق توصيف السطح أن بعض معالجات التخميل السطحي تقلل من تركيز NiO2 و NiO داخل الطبقة السطحية، مما يترك تركيزًا أعلى من TiO2 الأكثر ثباتًا مقارنةً بالنيتينول الخام والمعالج حرارياً. [6] يرتبط الانخفاض في تركيز النيكل في الطبقة السطحية للنيتينول بمقاومة أكبر للتآكل. عادة ما يُستخدام اختبار ديناميكي قوي لقياس مقاومة المادة للتآكل. يحدد هذا الاختبار الجهد الكهربائي الذي تبدأ عنده المادة في التآكل. يسمى القياس احتمالية التنقر أو الانهيار. بعد التخميل في محلول حمض النيتريك، أظهرت مكونات دعامة النيتينول إمكانات تفكك أعلى بكثير من تلك التي كانت غير مفهومة. في الواقع، هناك العديد من المعالجات السطحية التي يمكن أن تعزز بشكل كبير إمكانات تكسير النيتينول. تشمل هذه المعالجات التلميع الميكانيكي والتلميع الكهربائي والمعالجات الكيميائية مثل غمر أكسيد النيتريك وحفر طبقة أكسيد السطح الخام والتخليل لتفكيك المواد السائبة بالقرب من السطح. التولد الخثاري، وهو ميل المادة للحث على تكوين الجلطة، هو عامل مهم يحدد التوافق الحيوي لأي مادة حيوية تتلامس مع مجرى الدم. هناك نوعان من البروتينات، الفيبرينوجين والألبومين، والتي تُمتص أولاً على سطح جسم غريب ملامس للدم. اقتُرح أن الفيبرينوجين قد يتسبب في تنشيط الصفائح الدموية بسبب انهيار بنية البروتين لأنه يتفاعل مع حدود حبيبات عالية الطاقة على أسطح معينة. من ناحية أخرى، يمنع الألبومين تنشيط الصفائح الدموية. هذا يعني أن هناك آليتين يمكن أن تساعد في تقليل التجلط، طبقة سطحية غير متبلورة حيث لن تكون هناك تفاعلات حد حبيبية مع الفيبرينوجين، وسطح به تقارب أعلى للألبومين من الفيبرينوجين.
تمامًا كما أن التجلط مهم في تحديد مدى ملاءمة المواد الحيوية الأخرى، فهو مهم بنفس القدر مع النيتينول كمادة دعامة. في الوقت الحالي، عند زرع الدعامات، يتلقى المريض العلاج المضاد للتجمعات لمدة عام أو أكثر من أجل منع تكون جلطة بالقرب من الدعامة. بحلول الوقت الذي يتوقف فيه العلاج الدوائي، من الناحية المثالية، فإن طبقة من الخلايا البطانية، التي تبطن الأوعية الدموية الداخلية ستغطي السطح الخارجي للدعامة. تُدمج الدعامة بشكل فعال في الأنسجة المحيطة ولم تعد على اتصال مباشر بالدم. كانت هناك العديد من المحاولات باستخدام العلاجات السطحية لإنشاء دعامات أكثر توافقًا حيويًا وأقل تخثرًا، في محاولة لتقليل الحاجة إلى علاج مكثف مضاد للصفيحات. الطبقات السطحية الأعلى في تركيز النيكل تسبب تخثر أقل بسبب تقارب الألبومين مع النيكل. هذا عكس خصائص الطبقة السطحية التي تزيد من مقاومة التآكل. تستخدم الاختبارات في المختبر مؤشرات تجلط الدم، مثل الصفائح الدموية، تيروسين امينوتراتسفيراز (Tyrosine aminotransferase)، ومستويات β-TG. العلاجات السطحية التي تؤدي إلى حد ما إلى خفض التجلط في المختبر هي:
_ صقل كهربائي.
_ السفع الرملي.
_ طلاءات البولي يوريثين.
_ طلاء الألمنيوم.
يتضمن مجال آخر من مجالات البحث ربط العديد من العوامل الصيدلانية مثل الهيبارين بسطح الدعامة. تظهر هذه الدعامات المليئة بالأدوية واعدة في تقليل التجلط بشكل أكبر مع عدم المساس بمقاومة التآكل.

### اللحام
أدت التطورات الجديدة في اللحام بالليزر الدقيق إلى تحسين جودة الأجهزة الطبية المصنوعة من النيتينول بشكل كبير.